# مقياس السكر
مقياس الغلوكوز أو مقياس السكر أو جهاز قياس نسبة السكر أو جهاز قياس نسبة السكر (بالإنجليزية: Glucose meter) (اختصاراً HBGM) بصورة عامة هو جهاز طبي لتحديد التقريبي للتركيز الغلوكوز في الدم. هو عنصر أساسي في المنزل مراقبة نسبة الجلوكوز في الدم من قبل الأشخاص المصابين بداء السكري أو نقص السكر في الدم.
بواسطة قطرة صغيرة من الدم، والتي يتم الحصول عليها عن طريق وخز إصبع أو الجلد بواسطة مشرط قصير مدبب. توضع نقطة الدم المأخوذة على الشريط الحساس للجهاز، ويقرؤها العداد ويعطي نتيجة الاختبار عن مستوى السكر في الدم. يعطي المقياس مستوى السكر في الدم بوحدة مليجرام/ ديسيلتر أو مليمول / لتر.
منذ ما يقرب من عام 1980، وهو الهدف الرئيسي للسيطرة على داء السكري نوع 1 والنوع 2 من مرض السكري. وقد تم تحقيق ضبط السكر إلى المستويات الطبيعية للسكر في الدم لفترات زمنية طويلة بالعقارات. ويسترشد جهاز قياس السكر في الدم عدة مرات في اليوم. وتشمل الفوائد خفض معدل وقوع مضاعفات من ارتفاع للسكر في الدم وخفض شدتها على المدى الطويل، وكذلك انخفاض في المدى القصير، إذ يمكن ان تهدد الحياة من مضاعفات نقص السكر في الدم.

## الخصائص
هناك عدة خصائص أساسية لأجهزة قياس سكر الدم والتي ربما تختلف من نوع لآخر:
- الحجم : يقترب متوسط حجم أجهزة قياس سكر الدم في الوقت الحاضر من حجم كف اليد، مع أن بعض الأجهزة يكون أصغر أو أكبر حجمًا. وتعمل هذه الأجهزة باستخدام البطاريات.
- شرائط الاختبار : هي عنصر يستخدم مرةً واحدةً يحتوي على مواد كيميائية تتفاعل مع السكر في قطرة الدم ويستخدم في كل عملية قياس يتم إجراؤها لتحديد مستوى السكر في الدم، ويستخدم لمرة واحدة. وبالنسبة لبعض أنواع أجهزة قياس سكر الدم، تكون هذه الشرائط مصنوعة من البلاستيك وبها موضع صغير مشبع بإنزيم الجلوكوز أوكسيديز وغيره من المكونات الأخرى للكشف عن السكر. ويستخدم كل شريط من هذه الشرائط مرةً واحدةً فقط. ثم يتم التخلص من الشريط بعد ذلك. وبدلاً من الشرائط، تستخدم بعض النماذج الأخرى من أجهزة قياس سكر الدم أقراصًا يمكن استخدامها في إجراء عدة قراءات لمستوى سكر الدم.

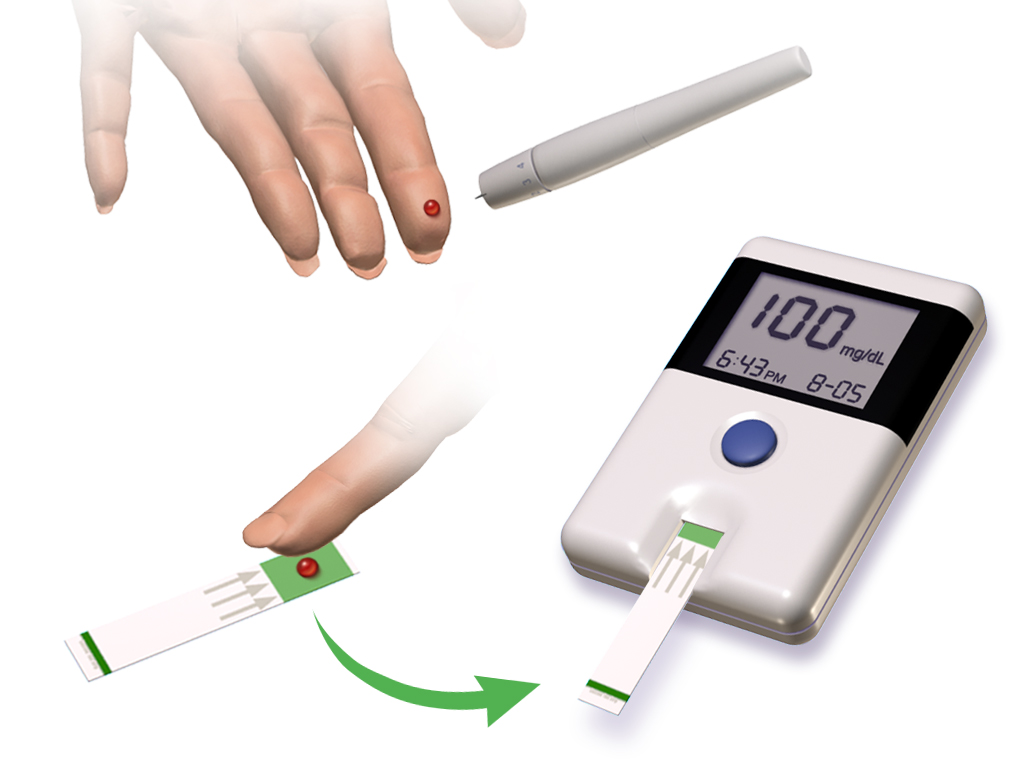
شكل توضيحي يصور مراقبة الجلوكوز باستخدام مقياس السكر

- الترميز : نظرًا لأن شرائط الاختبار تختلف من فئة لأخرى، فإن بعض موديلات أجهزة قياس سكر الدم تلزم المستخدم بإدخال «كود» يجده على قارورة شرائط الاختبار أو على رقاقة تأتي مع شريط الاختبار، ويدخله يدويًا. وبإدخال كود الترميز  أو الشريحة الرقيقة في جهاز قياس سكر الدم، فتتم معايرة الجهاز وفقًا لتلك الفئة من شرائط الاختبار. ومن المهم أن تنجز تلك المعايرة بدقة. وإذا لم تُجرَ هذه العملية على النحو الصحيح، فإن قراءة الجهاز قد تكون غير دقيقة بقيمة تصل إلى 4 ملليمول/لتر (72 ملليجرام/ديسيلتر)، وهذا خطأ في القراءة كبير. وقد يكون لترميز جهاز قياس سكر الدم على نحو خاطئ عواقب وخيمة بالنسبة لمرضى السكري الذين يسعون لإدارة المرض بشكل فعال. وربما يزداد معه احتمال تعرض المرضى لخطر الإصابة بمرض نقص سكر الدم.

وهناك طريقتا ترميز يمكن الاختيار من بينهما. فبعض شرائط الاختبار تحوي المعلومات الخاصة بالكود داخلها؛ في حين يشتمل البعض الآخر من أجهزة قياس سكر الدم على رقاقة متناهية الصغر في القارورة الخاصة بشرائط الاختبار، وهي الرقاقة التي يمكن إدخالها في جهاز القياس. وتقلل هاتان الطريقتان الأخيرتان من احتمال حدوث خطأ من قِبَل المستخدم لجهاز قياس سكر الدم.
- حجم عينة الدم : يتراوح حجم عينة الدم التي تتطلبها الموديلات المختلفة من جهاز قياس سكر الدم ما بين 0.3 إلى 1 ميكرولتر. (تتطلب موديلات أخرى من أجهزة قياس سكر الدم عينات دم أكبر حجمًا، عادة ما يتم تعريفها على أنها «قطرة معلقة» من طرف الإصبع.) ويتطلب أخذ عينات دم أصغر حجمًا تقليل عدد مرات الوخز التي لا طائل منها.
- اختبار الموقع البديل : لقد أتاحت عينات الدم الأصغر حجمًا إجراء «اختبار الموقع البديل» - من خلال وخز الساعد أو مناطق أخرى أقل حساسيةً بدلاً من أطراف الأصابع. ومع أن هذه الطريقة تبدو مريحةً بدرجة أكبر، إلا أن القراءات التي يتم الحصول عليها من أخذ عينة دم من الساعد لا ترقى إلى مستوى القراءات التي يتم الحصول عليها من طريقة أخذ عينة الدم من طرف الإصبع من حيث إظهارها مستويات السكر المتغيرة بشكل سريع في بقية أجزاء الجسم.
- مدة الاختبار : قد تتراوح المدة التي تستغرقها عملية قراءة شريط اختبار ما بين 3 ثوانٍ إلى 60 ثانيةً وذلك تبعًا للموديل المستخدم من أجهزة قياس سكر الدم.
- طريقة العرض : يتم عرض قيمة سكر الدم بوحدة مليجرام/ديسيلتر أو بوحدة مليمول/لتر على شاشة صغيرة في الجهاز. وتختلف وحدة القياس المفضلة من دولة لأخرى: فتعتبر وحدة المليجرام/ديسيلتر هي وحدة القياس المفضلة في الولايات المتحدة الأمريكية وفرنسا واليابان وإسرائيل والهند. أما وحدة الملليمول/لتر، فتستخدم في كندا وأستراليا والصين وإنجلترا. وتعتبر ألمانيا هي الدولة الوحيدة التي عادةً ما يعمل الإخصائيون الطبيون فيها مستخدمين وحدتي القياس (لتحويل وحدة الملليمول/لتر إلى مليجرام/ديسيلتر، يتم الضرب في 18. ولتحويل وحدة المليجرام/ديسيلتر إلى مليمول/لتر، تتم القسمة على 18). ويمكن لبعض الأجهزة التبديل بين وحدتي القياس. ويذكر أن هناك العديد من الأمثلة التي تم نشرها والتي أظهرت أحد مرضى السكري قد اتخذ إجراءً خاطئًا لافتراضه أن قراءته لمستوى السكر في الدم بوحدة الملليمول/لتر تمثل في حقيقة الأمر قراءةً منخفضةً جدًا بوحدة المليجرام/ديسيلتر، أو العكس.

وحدات قياس سكر الدم الدولية 

- سكر الدم مقابل سكر بلازما الدم : تكون مستويات السكر في البلازما (أحد العناصر المكونة للدم) في العموم أعلى بنسبة تتراوح ما بين %10 و%15 من مستويات السكر في الدم بالكامل (بل وتكون أعلى من ذلك بعد تناول الطعام). ويعد ذلك أمرًا مهمًا يجب وضعه في الاعتبار نظرًا لأن أجهزة قياس سكر الدم المنزلية تقيس مستوى السكر في الدم بالكامل، في حين أن معظم الاختبارات المعملية تقيس مستوى السكر في البلازما على وجه التحديد. وفي الوقت الحالي، هناك العديد من أجهزة قياس سكر الدم المتاحة في الأسواق والتي تعطي نتائج في صورة «قيمة مساوية لمستوى السكر في البلازما»، مع أنها تقيس مستوى السكر في الدم بالكامل. ويتم حساب مستوى السكر في بلازما الدم من قراءة مستوى السكر في الدم بالكامل باستخدام معادلة مضمنة في جهاز قياس سكر الدم. وهذا بدوره يتيح للمرضى المقارنة بسهولة بين قياس سكر الدم الذي أجري لهم في اختبار معملي والقياس الذي تم إجراؤه باستخدام جهاز قياس منزلي. ومن الأهمية بمكان بالنسبة لكلٍ من المرضى ومقدمي خدمات الرعاية الصحية معرفة ما إذا كان جهاز قياس سكر الدم أو الجلوكوميتر يعطي النتائج في صورة «قيمة مساوية لمستوى السكر في الدم بالكامل» أم «قيمة مساوية لمستوى السكر في بلازما الدم». كذلك، يقوم أحد موديلات أجهزة قياس سكر الدم بقياس نسبة مادة البيتا هيدروكسيبوتيرات في الدم لتحديد ما إذا كانت هناك حالة حموضة دم كيتونية (تراكم الكيتون في الدم) من عدمه.

- الساعة/الذاكرة الداخلية : تشتمل كل أجهزة قياس سكر الدم في وقتنا الحاضر على ساعة يتم ضبط التاريخ والوقت فيها وذاكرة داخلية تحتفظ بنتائج الاختبارات السابقة. وتمثل الذاكرة الداخلية عنصرًا مهمًا لا غنى عنه في الرعاية المقدمة لمرضى السكري، إذ إنها تمكِّن الشخص المصاب بمرض السكري من الاحتفاظ بسجل لإدارة المرض وتوقع اتجاهات وأنماط مستويات السكر في الدم لديه على مدار الأيام. ويمكن أن تعرض معظم رقائق الذاكرة متوسط لقراءات مستوى السكر في الدم التي أجريت مؤخرًا.

- نقل البيانات : إن العديد من أجهزة قياس سكر الدم في الوقت الحالي مزودة بإمكانات أكثر تطورًا خاصة بمعالجة البيانات. ويمكن تحميل العديد من هذه الإمكانات باستخدام كابل أو عن طريق تقنية الإنفراريد إلى جهاز كمبيوتر به برنامج إدارة مرض السكري لعرض نتائج الاختبار. وتتيح بعض أجهزة قياس سكر الدم إدخال بيانات إضافية على مدار اليوم، مثل جرعة الأنسولين التي تم أخذها أو كميات الكربوهيدرات التي تم تناولها أو التمرينات الرياضية التي تمت ممارستها. وقد تم دمج عدد من أجهزة قياس سكر الدم مع أجهزة أخرى، مثل أجهزة حقن الأنسولين وأجهزة PDA وحتى أجهزة الجيم بوي. وتسمح حلقة اتصال لاسلكية متصلة بجهاز مضخة الأنسولين بتحويل قراءات سكر الدم بشكل مؤتمت إلى آلة حاسبة تساعد المريض في تحديد جرعة الأنسولين المناسبة له.  

### أجهزة قياس سكر الدم المستخدمة في المستشفيات
تتوفر الآن أنواع خاصة من أجهزة قياس سكر الدم في المستشفيات والتي يمكن استخدامها مع العديد من المرضى. وتوفر هذه الأنواع من الأجهزة سجلات مراقبة جودة أكثر تفصيلاً. وقد صممت إمكانات معالجة البيانات الخاصة بهذه الأجهزة بحيث تحول نتائج قياس مستوى السكر في الدم إلى سجلات طبية إليكترونية وصممت نظم الكمبيوتر المعملية فيها لأغراض تتعلق بإعداد الفواتير.

## التكاليف
تعتبر تكلفة مراقبة سكر الدم في المنزل ضخمةً نظرًا لارتفاع تكلفة شرائط الاختبار. وفي عام 2006، تراوحت تكلفة المستهلك لكل شريط اختبار خاص بقياس نسبة السكر في الدم ما بين 0.35 و1.00 دولار أمريكي. وعادةً ما يوفر المصنعون أجهزة لقياس سكر الدم مجانًا لجذب المرضى إلى استخدام شرائط الاختبار باهظة الثمن التي تعود بمكاسب ضخمة عليهم فيما بعد. وربما يخضع مرضى السكري من النوع الأول لاختبار لقياس مستوى السكر في الدم لمرات يتراوح عددها ما بين 4 و10 مرات يوميًا بسبب آليات ضبط جرعة الأنسولين، في حين أنه عادةً ما يخضع مرضى السكري من النوع الثاني لهذا الاختبار لعدد أقل من المرات، وعلى وجه الخصوص عندما لا يكون الأنسولين جزءًا من العلاج.
وقد تم تحديد فئات من شرائط الاختبار المقلدة المستخدمة في بعض أجهزة قياس سكر الدم، والتي تبين أنها تعطي نتائج غير دقيقة. وينبغي ألا يتم استخدام مثل هذه الشرائط، وأن يتم إبلاغ الشركة المصنعة الأصلية.

## الدقة
تعتبر دقة أجهزة قياس سكر الدم موضوعًا يشكل اهتمامًا مشتركًا على ساحة الطب الإكلينيكي. فينبغي أن تتوافق أجهزة قياس سكر الدم مع معايير الدقة التي حددتها المنظمة الدولية للمعايير (الأيزو). ووفقًا لمعايير منظمة الأيزو، يجب أن يقدم 15197 جهازًا لقياس سكر الدم نتائج تدخل في إطار نسبة %20 من أحد المعايير المعملية بنسبة %95 من الوقت (لمستويات التركيز التي تقدر بنحو 75 مليجرام/ديسيلتر، وتستخدم المستويات المطلقة لمستويات التركيز الأقل.) وعلى الرغم من ذلك، فإنه من الممكن أن تؤثر عدة عوامل على مستوى دقة أحد اختبارات قياس مستوى السكر في الدم. وتتضمن العوامل المؤثرة على دقة أجهزة قياس سكر الدم على اختلاف أنواعها معايرة الجهاز ودرجة الحرارة المحيطة واستخدام الضغط لتنظيف الشرائط (في حالة ما إذا كانت تلك الوسيلة مناسبةً وقابلةً للتطبيق) وحجم عينة الدم ونوعها والنسب العالية لمواد معينة (مثل حمض الاسكوربيك) في الدم ونسبة اللزوجة في الدم واتساخ جهاز قياس سكر الدم والرطوبة وقدم شرائح الاختبار. وتتباين موديلات أجهزة قياس سكر الدم في درجة تأثرها بهذه العوامل وفي قدرتها على منع أية نتائج غير دقيقة أو التنبيه إليها من خلال رسائل خطأ تقوم بإظهارها. وقد كانت طريقة Clarke Error Grid طريقةً شائعةً لتحليل مدى دقة القراءات المرتبطة بنتائج إدارة مرض السكري وعرضها. وفي الآونة الأخيرة، بدأ استخدام نسخة محسنة من Clarke Error Grid: وهي تعرف باسم Consensus Error Grid.

## تاريخ أجهزة قياس سكر الدم
في عام 1962، ابتكر ليلاند كلارك وآن ليونز بمستشفى سينسيناتي للأطفال أول جهاز استشعار جلوكوز إنزيمي. وقد اعتمد جهاز الاستشعار هذا على طبقة رقيقة من إنزيم الجلوكوز أوكسيديز موضوعة على إلكترود أكسجين. وقد تمثل عمل هذا الجهاز في قياس كمية الأكسجين التي يستهلكها الإنزيم.
وكان أحد أجهزة قياس سكر الدم الأخرى التي ظهرت في فترة مبكرة هو جهاز Ames Reflectance Meter الذي صممه أنتون كليمنس. وكان هذا النوع من أجهزة قياس سكر الدم مستخدمًا في المستشفيات الأمريكية في فترة السبعينيات من القرن العشرين. وكان طوله نحو 10 بوصات. وكان يلزم توصيله بمصدر كهرباء حتى يعمل. وكانت به إبرة متحركة تشير إلى مستوى السكر في الدم بعد مرور نحو دقيقة.
وقد ظهر أسلوب مراقبة سكر الدم في المنزل لتحسين عملية ضبط سكر الدم لدى مرضى السكري من النوع الأول في أواخر السعبينيات من القرن العشرين، وقد تم التسويق لأجهزة القياس الأولى للاستخدام المنزلي في عام 1980 تقريبًا. ونوعا أجهزة قياس سكر الدم اللذان كانا منتشرين في البداية في أمريكا الشمالية في فترة الثمانينيات من القرن العشرين هما GLucometer، الذي كانت العلامة التجارية خاصته ملك شركة بيار وجهاز Accu-chek (الذي تملك علامته التجارية شركة روش). وبالتبعية، أصبحت أسماء هذه الماركات مرادفةً للاسم العام المعبر عن نوع المنتج بالنسبة للعديد من متخصصي الرعاية الصحية. في بريطانيا، ربما يشير إخصائي رعاية صحية أو مريض إلى «أخذ شريط اختبار BM»: «شريط اختبار BM الخاص بالسيدة X هو 5»، إلخ. وتعد BM هنا اختصارًا لاسم شركة Boehringer Mannheim، المعروفة الآن باسم روش، والتي قامت بإنتاج شرائط الاختبار 'BM-test' - ذلك الاسم الذي عرفت به.
علاوةً على ذلك، فقد كانت شرائط الاختبار التي يتغير لونها ويمكن قراءة نتائجها بشكل مرئي، دون الاستعانة بجهاز لقياس سكر الدم، شائعة الاستخدام أيضًا في فترة الثمانينيات من القرن العشرين. وكانت هذه الشرائط تتمتع بميزة إضافية، ألا وهي إمكانية قطعها طوليًا لتوفير النفقات. ومع تحسن مستوى دقة أجهزة قياس سكر الدم وأشكال التغطية التأمينية، فقدت هذه الأشكال من شرائط الاختبار شعبيتها. وعلى الرغم من ذلك، فإنه قد تم تسويق شكل عام من شرائط BM تحت اسم ماركة Glucoflex-R. وهناك شركة صناعات دوائية في المملكة المتحدة (Ambe Medical Group) هي التي تملك حقوق توزيعه داخل المملكة المتحدة.
كما يتم تسويق شريط اختبار مرئي آخر تحت اسم ماركة Betachek. 
وتجدر الإشارة هنا إلى أنه -على سبيل المثال لا الحصر- في أمريكا الشمالية، عارضت المستشفيات استخدام قياسات سكر الدم الناتجة من استخدام أجهزة القياس في رعاية مرضى السكري المقيمين فيها لنحو عقد بأكمله. وقد حاول مديرو المعامل أن يبرهنوا على أن الدقة الفائقة التي تميز عملية قياس مستوى سكر الدم في المعامل تفوق ميزة الإتاحة الفورية وتجعل قياسات سكر الدم المعتمدة على استخدام أجهزة القياس غير مقبولة في إدارة مرض السكري لدى المرضى المقيمين بالمستشفيات. وفي نهاية المطاف، أقنع مرضى السكري وإخصائيو الغدد الصماء هذه المستشفيات بالموافقة على استخدام أجهزة قياس سكر الدم. ولا يزال بعض صناع السياسات في مجال الرعاية الصحية يعارض فكرة أن المجتمع سيكون قد اتخذ قرارًا حكيمًا بقبوله دفع مقابل أدوات القياس المطلوبة القابلة للاستهلاك (مثل الكاشف والمبضع، إلخ).
وقد تم الاعتماد على اختبارات قياس مستوى سكر الدم في المنزل في التعامل مع مرضى السكري من النوع الثاني بشكل أبطأ بكثير من الاعتماد عليها في التعامل مع مرضى السكري من النوع الأول، فضلاً عن أن نسبةً كبيرةً من الأفراد المصابين بمرض السكري من النوع الثاني لم تتعلم قط كيفية إجراء اختبارات قياس مستوى سكر الدم في المنزل. وقد كان السبب الرئيسي وراء ذلك هو أن السلطات المعنية بالخدمات الصحية ترفض تحمل التكلفة المرتفعة لشرائط الاختبار والمباضع.

## مستقبل أجهزة قياس سكر الدم
ربما يساعد ظهور الأجهزة غير الباضعة في المراقبة المستمرة لمستوى السكر في الدم. فهناك أبحاث جارية حول الطرق غير الباضعة لقياس مستوى السكر في الدم، مثل استخدام الأشعة تحت الحمراء أو الأشعة تحت الحمراء القريبة والتيارات الكهربية والتصوير بالموجات فوق الصوتية.
ولقد تم التصديق على أحد أجهزة قياس سكر الدم غير الباضعة من قِبل إدارة الأغذية والأدوية الأمريكية (المعروفة اختصارًا باسم FDA: وقد تصميم هذا الجهاز الذي يحمل العلامة التجارية GlucoWatch G2 Biographer بحيث يتم ارتداؤه على المعصم ويستخدم المجالات الكهربية في استخلاص سائل من الجسم لازم لإجراء عملية القياس. وهذا الجهاز لا يحل محل أسلوب مراقبة سكر الدم التقليدي. ومن عيوبه أنه لا يستطيع التغلب على مشكلة التعرق في الموقع الذي يجرى القياس عنده. فيتحتم الانتظار حتى يجف العرق قبل أن يمكن استئناف عملية القياس مرةً أخرى. ونظرًا لهذه العيوب وغيرها، فإن هذا الجهاز لم يعد متوفرًا في الأسواق.
إن طرح أساليب قياس سكر الدم غير الباضعة في السوق والمعتمدة على طرق القياس الطيفي، في مجال الأشعة تحت الحمراء القريبة (المعروفة بالاختصار NIR)، باستخدام أجهزة قياس خارج الجسم، لم يحقق النجاح المرجو في ذلك الوقت، وذلك لأنه في حينها كانت هذه الأجهزة تقوم بقياس مستوى سكر الدم في أنسجة الجسم وليس في السائل الدموي. ولتحديد مستوى سكر الدم، كان من اللازم للأشعة تحت الحمراء المستخدمة في القياس، على سبيل المثال، أن تخترق الأنسجة لقياس مستوى سكر الدم.
وعلى مدار فترة التسعينيات من القرن العشرين، كانت إحدى الشركات الكائنة في مدينة هاجرستاون بولاية ماريلاند الأمريكية، وهي شركة Futrex، تجري أبحاثًا متعمقةً بصدد العثور على معايرة عالمية لجهاز قياس سكر الدم الذي طرحته، وهو جهاز Dream Beam، الذي اعتمد على تكنولوجيا الأشعة تحت الحمراء القريبة، وعلى الرغم من ذلك، فإنه في عام 1996، تعرضت الشركة لهجوم من قِبَل إدارة الأغذية والأدوية الأمريكية ورفعت هيئة الأسواق والأوراق المالية الأمريكية دعوى قضائيةً على الشركة ومديرها روبرت روسنثال تتهمهما فيها بالغش والاحتيال، بسبب الاعتقاد أنه لا يوجد جهاز قياس غير باضع يمكنه قياس مستوى سكر الدم بدقة. وكان هذا الهجوم بسبب موظف صعب المراس، وعلى الرغم من ذلك، فإنه قد ترتب عليه إهدار الكثير من الوقت الثمين وفقد معلومات مهمة خلال فترة الهجوم ورفع الدعوى القضائية، كما أدى إلى توقف العمل في مجال تطوير الجهاز.
ومن المتوقع أن تتم الاستعاضة عن أجهزة قياس سكر الدم باستخدام أجهزة استشعار سكر الدم الدائمة وذلك في علاج العديد من مرضى السكري. ومن المرجح أن يقلل ذلك من المضاعفات التي يتم اكتشافها لدى الأفراد المصابين بمرض السكري من خلال الحد من المشكلات المرتبطة بكلٍ من فرط سكر الدم ونقص سكر الدم.
وفي الوقت الراهن، هناك ثلاثة أنواع متاحة من نظم المراقبة المستمرة لمستوى سكر الدم، والمعروفة اختصارًا باسم CGMS. ويعرف النظام الأول منها باسم Minimed Paradigm RTS، وهو النظام الذي طرحته شركة مدترونيك، وهو عبارة عن مجس تحت الجلد موصل بجهاز إرسال صغير (في حجم ربع دائرة) يقوم بإرسال قراءات مستويات سكر الدم عبر الخلايا إلى جهاز استقبال صغير في حجم جهاز البيجر كل خمس دقائق. كما يتوفر أيضًا نظام DexCom STS System (والذي ظهر في النصف الثاني من عام 2006). وهو عبارة عن مجس تحت الجلد مزود بجهاز إرسال صغير. ويقترب جهاز الاستقبال في حجمه من حجم تليفون محمول ويمكن أن يعمل لمسافة خمسة أقدام من جهاز الإرسال. وبعيدًا عن مدة المعايرة التي تبلغ ساعتين، فإن عملية المراقبة تتوقف بشكل مؤقت لفترات فاصلة مدتها خمس دقائق لما يقرب من نحو 72 ساعة. وهنا، يكون في إمكان مستخدم هذا الجهاز تحديد الساعات التي يرتفع فيها مستوى السكر في الدم والساعات التي ينخفض فيها. أما النوع الثالث المتوفر من هذه النظم، فهو FreeStyle Navigator، الذي أنتجته شركة أبوت لابوراتوريز الأمريكية.
وتجرى محاولات في الوقت الراهن من أجل تصميم نظام علاج متكامل يضم جهاز لقياس سكر الدم ومضخة أنسولين وجهاز لاسلكي للتحكم في مستوى سكر الدم يوضع عند الساعد، فضلاً عن أن هناك جهودًا مبذولةً في سبيل الجمع بين جهاز قياس سكر دم وجهاز تليفون محمول معًا في جهاز واحد. ولا تزال هذه الأجهزة التي تعد مزيجًا ما بين أجهزة قياس سكر الدم والتليفونات المحمولة تحت الاختبار، ويبلغ سعر التجزئة للجهاز الواحد منها في الوقت الحالي 149 دولارًا أمريكيًا. وتعتبر شرائط الاختبار الخاصة بهذه الأجهزة ملكًا خاصًا للشركة المصنعة ولا يتم الحصول عليها إلا بواسطتها. (لا تتوفر أية وسيلة تأمين.) وهذه الأجهزة المعروفة باسم «أجهزة الجلوكوفون» متوفرة في وقتنا الحالي في ثلاثة أشكال: كجهاز دونجل مضاف إلى جهاز iPhone، وكمجموعة برامج إضافية مدعمة للتليفونات المحمولة ماركة إل جي موديل UX5000 وVX5200 وLX350، وأيضًا كبرامج إضافية مدعمة للتليفون المحمول ماركة موتورولا رازر. وهذا يجعل مزودي أجهزة الجلوكوفون مقيدين بالتعامل مع شركة إي تي آند تي لجهاز iPhone ومع شركة فيريزون لأنواع الأجهزة الأخرى. وقد تم اختبار نظم مماثلة لفترة زمنية أطول في فنلندا.
لقد أتاحت التطورات الحديثة في تكنولوجيا نقل البيانات عبر التليفونات المحمولة ظهور أجهزة لقياس سكر الدم تدمج بشكل مباشر إمكانات نقل البيانات عبر التليفونات المحمولة، على نحو يمكن المستخدم من نقل البيانات الخاصة بمستوى السكر في الدم لديه إلى المختص بتقديم خدمة الرعاية الصحية له وتلقي التوجيه المباشر منه على شاشة جهاز قياس سكر الدم. وقد تم عرض أول تلك الأجهزة، والذي أنتجته شركة Telcare، في معرض CTIA الدولي للاتصالات اللاسلكية المقام في عام 2010، حيث فاز بجائزة E-tech. ويخضع هذا الجهاز في الوقت الراهن لاختبارات إكلينكية في الولايات المتحدة الأمريكية وعبر مختلف أنحاء العالم.

## تكنولوجيا أجهزة قياس سكر الدم
توظف العديد من أجهزة قياس سكر الدم أسلوب أكسدة الجلوكوز على الجلوكونولاكتون بتحفيز من إنزيم الجلوكوز أوكسيديز (الذي يعرف في بعض الأحيان باسم GOD). وتستخدم أجهزة قياس سكر الدم الأخرى تفاعلاً مماثلاً يتم تحفيزه بواسطة إنزيم آخر، وهو الجلوكوز ديهايدروجينيز (الذي يعرف بالاختصار GDH). ويمتاز هذا التفاعل بحساسيته لإنزيم الجلوكوز أوكسيديز، غير أنه أكثر عرضةً للتأثر بالتفاعلات المتداخلة مع مواد أخرى.
وقد اعتمد الجيل الأول من هذه الأجهزة على التفاعل نفسه المعتمد على قياس الألوان الذي لا يزال مستخدمًا حتى يومنا هذا في شرائط الاختبار الخاصة بقياس مستوى سكر الدم في البول. وبالإضافة إلى الجلوكوز أكسيديز، يضم جهاز القياس أحد مشتقات البنزيدين، والذي تتم أكسدته إلى بوليمر أزرق بفعل بيروكسيد الهيدروجين المتكون في تفاعل الأكسدة. وكان عيب هذه الطريقة هو أنه كان من الضروري أن يتم تنظيف شريط الاختبار بعد فترة فاصلة معينة (فقد كان من اللازم إزالة بقايا الدم)، كما كان من الضروري إعادة معايرة جهاز قياس سكر الدم بشكل متكرر.
وتستخدم معظم أجهزة قياس سكر الدم في يومنا هذا طريقةً كهروكيميائية. وتحتوي شرائط الاختبار على أنبوبة شعرية تقوم بامتصاص كمية دم يمكن إعادة إنتاجها ثانيةً. ويتفاعل السكر في الدم مع إلكترود الإنزيم الذي يحتوي على الجلوكوز أوكسيديز (أو الديهايدروجينيز). وتتم إعادة أكسدة الإنزيم مع زيادة الاعتماد على كاشف وسيط، مثل أحد أيونات الفروسيانيد أو أحد مشتقات الفيروسين أو مركب osmium bipyridyl. وتتم إعادة أكسدة الكاشف الوسيط بالتبعية من خلال حدوث تفاعل عند الإلكترود، والذي يولد تيارًا كهربيًا. ويتناسب إجمالي الشحنة المارة عبر الإلكترود مع نسبة السكر في الدم التي قد تفاعلت مع الإنزيم. وطريقة القياس الكولومترية هي أسلوب يتم من خلاله قياس إجمالي قيمة الشحنة التي تم توليدها من خلال تفاعل أكسدة الجلوكوز على مدار فترة زمنية معينة. ويماثل ذلك رمي كرة وقياس المسافة التي اجتازتها بهدف تحديد مدى قوة الرمية. وتستخدم بعض أجهزة قياس سكر الدم الطريقة الأمبيرومترية (التقدير بقياس التيار)، حيث تقوم بقياس التيار الكهربي المولد عند نقطة زمنية معينة بفعل تفاعل سكر الدم. ويماثل ذلك رمي كرة واستخدام السرعة التي تتحرك بها عند نقطة زمنية معينة في تقدير مدى قوة الرمية. ويمكن أن تسمح طريقة القياس الكولومترية بإجراء اختبار قياس سكر الدم في أوقات مختلفة، في حين يكون وقت اختبار قياس سكر الدم على جهاز يستخدم الطريقة الأمبيرومترية ثابتًا على الدوام.   وتعطى كلتا الطريقتان تقديرًا لمستوى تركيز سكر الدم في عينة الدم الأولية.
يستخدم المبدأ نفسه في شرائط الاختبار التي قد تم ترويجها تجاريًا في الأسواق باعتبارها خاصة باكتشاف حالات الإصابة بمرض ارتفاع الحموضة الكيتونية السكري (المعروف بالاختصار DKA). وتستخدم شرائط الاختبار هذه إنزيم بيتا هيدروكسيبوتيرات ديهيدروجينيز بدلاً من استخدام إنزيم مؤكسد للجلوكوز، كما أنه قد اعتيد أن تستخدم هذه الشرائط في اكتشاف بعض المضاعفات التي ربما تنتج عن فرط سكر الدم طويل الأمد. 
وقد تمت تجربة أجهزة استشعار الكحول في الدم باستخدام الأسلوب نفسه، ولكن مع استخدام إنزيمات الكحول ديهايدروجينيز، إلا أنها لم يتم تطويرها تجاريًا بشكل ناجح.

## استخدام جهاز قياس سكر الدم مع حالات نقص سكر الدم
على الرغم من أن الأهمية الواضحة للقياس الفوري لمستوى سكر الدم قد تبدو أكبر في التعامل مع مرض نقص سكر الدم عنها في التعامل مع مرض فرط سكر الدم، فإن أجهزة قياس سكر الدم قد كانت أقل نفعًا من المتوقع. وتتمثل أبرز المشكلات المتعلقة باستخدام أجهزة قياس سكر الدم في درجة الدقة ونسبة النتائج الإيجابية والسلبية الخاطئة. وإذا كانت نسبة عدم الدقة تقدر بنحو %15 تقريبًا، فلا يشكل ذلك مشكلة بالنسبة لمستويات سكر الدم المرتفعة في الدم بقدر ما يمثل مشكلةً بالنسبة لمستويات سكر الدم المنخفضة. ولا يوجد اختلاف كبير بين التعامل مع مستوى سكر في الدم قيمته 200 مليجرام/ديسيلتر وبين التعامل مع مستوى سكر في الدم قيمته 260 مليجرام/ديسيلتر (إذ يكون المستوى الحقيقي للسكر في الدم 230 مليجرام/ديسيلتر، مع وجود نسبة عدم دقة تبلغ نحو %15)، غير أن هامش الخطأ الذي تبلغ نسبته %15 عند مستوى تركيز منخفض للسكر في الدم يزيد من درجة الغموض إزاء كيفية مراقبة مستوى السكر في الدم.
ويضاف إلى مشكلة عدم الدقة احتمالات التوصل إلى نتائج إيجابية وسلبية خاطئة لدى المصابين بمرض السكري وغير المصابين به. عادةً ما يكون لدى مرضى السكري من النوع الأول مستويات سكر في الدم أعلى من المعتاد، والتي عادةً ما تتراوح بين 40 إلى 500 مليجرام/ديسيلتر (2.2 إلى 28 مليمول/لتر)، وعندما تكون قراءة جهاز سكر الدم التي قيمتها 50 أو 70 مليجرام/ديسيلتر (2.8 أو 3.9 ملليمول/لتر) مقترنةً بأعراض نقص سكر الدم المعتادة، يكون هناك قدر من عدم التأكد بشأن القراءة التي تمثل «نتيجةً إيجابيةً صحيحةً» ولا يكون هناك إلا ضرر بسيط إذا كانت النتيجة «إيجابيةً خاطئةً». ومع ذلك، ففي حالات عدم إدراك مرض نقص سكر الدم واعتلال الجهاز العصبي المستقل المرتبط بمرض نقص سكر الدم ونقص الاستجابات المنظمة المضادة، تظهر حاجة ماسة للاعتماد بشكل أكبر على مستويات سكر الدم المنخفضة، خاصةً لدى مرضى السكري من النوع الأول، في حين أنه نادرًا ما يعد ذلك أمرًا ذا شأن في النوع الثاني من مرض السكري.
على النقيض، فإن الأشخاص الذين لا يعانون من مرض السكري ربما تظهر عليهم أعراض نقص سكر الدم من فترة لأخرى، ولكنهم ربما تكون لديهم أيضًا نسبة نتائج إيجابية خاطئة أعلى بكثير من نسبة النتائج الإيجابية الصحيحة، وليس جهاز قياس سكر الدم بدرجة الدقة الكافية، بحيث يمكن الاعتماد عليه في تشخيص حالة إصابة بنقص سكر الدم. قد يكون جهاز قياس سكر الدم مفيدًا في بعض الأحيان في مراقبة الأنواع الأشد من مرض نقص سكر الدم (على سبيل المثال، عيب زيادة إفراز الأنسولين الخلقي) لضمان أن يظل متوسط مستوى السكر في حالة الصيام أعلى من 70 مليجرام/ديسيلتر (3.9 ملليمول/لتر).

## روابط خارجية
- National Diabetes Information Clearinghouse نسخة محفوظة 21 فبراير 2010 على موقع واي باك مشين.
- Free Diabetes Cookbook etc.
- Taking Control of Your Diabetes